# تیراندازی با کمان در المپیک تابستانی ۲۰۱۶
تیراندازی با کمان یکی از ورزش‌های بازی‌های المپیک تابستانی ۲۰۱۶ است که در سامبادروم ماکز دو ساپوکایی از ۲ تا ۱۲ اوت ۲۰۱۶ برگزار شده است.
تمامی مسابقات تیراندازی با کمان با در ماده کمان ریکرو با حضور ۱۲۸ ورزشکار انجام شده.

## کشورهای شرکت‌کننده
- استرالیا (۴)
- اتریش (۱)
- جمهوری آذربایجان (۱)
- بنگلادش (۱)
- بلاروس (۱)
- بلژیک (۱)
- بوتان (۱)
- برزیل (۶)
- کانادا (۲)
- شیلی (۱)
- چین (۶)
- کلمبیا (۴)
- کوبا (۱)
- جمهوری دومینیکن (۱)
- مصر (۲)
- استونی (۱)
- فیجی (۱)
- فنلاند (۲)
- فرانسه (۳)
- گرجستان (۳)
- آلمان (۲)
- یونان (۱)
- بریتانیای کبیر (۲)
- هند (۴)
- اندونزی (۴)
- ایران (۱)
- ایتالیا (۶)
- ساحل عاج (۱)
- ژاپن (۴)
- قزاقستان (۲)
- کنیا (۱)
- لیبی (۱)
- مالاوی (۱)
- مالزی (۳)
- مکزیک (۴)
- مولداوی (۱)
- مغولستان (۱)
- میانمار (۱)
- نپال (۱)
- هلند (۳)
- کره شمالی (۱)
- نروژ (۱)
- لهستان (۱)
- روسیه (۳)
- اسلواکی (۲)
- کره جنوبی (۶)
- اسپانیا (۴)
- سوئد (۱)
- چین تایپه (۶)
- تایلند (۱)
- تونگا (۲)
- ترکیه (۲)
- اوکراین (۴)
- ایالات متحده آمریکا (۴)
- ونزوئلا (۲)
- زیمبابوه (۱)

## جدول مدال‌ها
| رتبه  | کشور                | طلا | نقره | برنز | مجموع |
| 1     | کره جنوبی           | ۴   | ۰    | ۱    | ۵     |
| 2     | ایالات متحده آمریکا | ۰   | ۱    | ۱    | ۲     |
| ۳     | آلمان               | ۰   | ۱    | ۰    | ۱     |
| ۳     | فرانسه              | ۰   | ۱    | ۰    | ۱     |
| ۳     | روسیه               | ۰   | ۱    | ۰    | ۱     |
| ۶     | استرالیا            | ۰   | ۰    | ۱    | ۱     |
| ۶     | چین تایپه           | ۰   | ۰    | ۱    | ۱     |
| مجموع | مجموع               | ۴   | ۴    | ۴    | ۱۲    |

### مدال‌آوران
| رویداد        | طلا                                                      | نقره                                                             | برنز                                                   |  |  |  |
| انفرادی مردان | کو بن-چن · کره جنوبی                                     | ژان-شارل والادون · فرانسه                                        | بریدی الیسون · ایالات متحده آمریکا                     |  |  |  |
| تیمی مردان    | کره جنوبی (KOR) · کیم وو جین · کو بون-چان · لی سئونگ-یون | ایالات متحده آمریکا (USA) · بریدی الیسون · زک گرت · جیک کامینسکی | استرالیا (AUS) · الک پاتس · رایان تایک · تیلور وورث    |  |  |  |
|               |                                                          |                                                                  |                                                        |  |  |  |
| انفرادی زنان  | چنگ هی-جین · کره جنوبی                                   | لیسا اونرو · آلمان                                               | کی بو-بائه · کره جنوبی                                 |  |  |  |
| تیمی زنان     | کره جنوبی (KOR) · چنگ هی-جین · چوی می-سون · کی بو-بائه   | روسیه (RUS) · تویانا داشیدورژیوا · کسنیا پرووا · اینا استپانوا   | چین تایپه (TPE) · لی چی یینگ · لین شی شیا · تان یاگینگ |  |  |  |